# ترسيب فيزيائي للبخار

الترسيب الفيزيائي للبخار (يرمز له اختصاراً PVD من Physical vapor deposition) هو وصف عام لعدد من طرق ترسيب البخار تحت التفريغ من أجل القيام بعملية تكوين طبقة سطحية رقيقة على سطح الركازات، وذلك بواسطة طرق فيزيائية مثل إجراء عملية تبخر عند درجات حرارة مرتفعة وتحت الفراغ مع إجراء عمليات تكثيف متتالية، أو القذف بالرش المهبطي للبلازما.
تجري عمليات الترسيب الفيزيائي للبخار دون حدوث تفاعل كيميائي على سطح الركازة. في حال حدوث هذا الأمر يصنف الترسيب على أنه ترسيب كيميائي للبخار.
يستخدم الترسيب الفيزيائي للبخار في مجال تصنيع نبائط أشباه الموصلات ومجال إضافة الأغشية الرقيقة المعدنية على أسطح المواد البلاستيكية.

## أنواع الترسيب الفيزيائي للبخار
يشمل الترسيب الفيزيائي للبخار كل من:
- ترسيب القوس المهبطي، حيث تحدث عملية تفريغ قوس كهربائي عالي الشدة على المادة الهدف الموجودة على المهبط، مما يؤدي إلى تشكل أيونات في الحالة الغازية (بخار)، والذي يتم ترسيبه وتكثيفه على المادة الهدف.
- ترسيب فيزيائي للبخار بالحزمة الإلكترونية، حيث تسخن المادة المراد ترسيبها إلى درجات حرارة عالية لتصبح بالحالة الغازية وذلك بواسطة تسليط حزمة إلكترونية تحت التفريغ العالي، ومن ثم القيام بعملية انتشار للبخار بيترسب بالتكثيف على السطح الهدف.
- ترسيب بالتبخير، حيث تسخن المادة المراد ترسيبها إلى درجات حرارة عالية لتصبح بالحالة الغازية وذلك بواسطة وشيعة كهربائية تحت التفريغ المنخفض.[1][2]
- ترسيب الليزر النبضي، حيث يستخدم ليزر نبضي عالي الشدة من أجل تذرية المواد إلى بخار.
- ترسيب بالرش المهبطي، حيث تلفظ الذرات من مادة صلبة لدى تعريضها إلى قذف من جسيمات عالية الطاقة.